# العمور (قبيلة)
قبيلة العمور هي قبيلة تغلبية عدنانية أصلهم يعود إلى وسط نجد في الجزيرة العربية،انتشرت القبيلة من الجزيرة العربية إلى الشام العراق وسوريا وفلسطين والأردن ، الاهواز قبل واثناء ظهور الإسلام ثم هاجرت إلى صعيد مصر ومنه انتقلت إلى باقي دول المغرب العربي .فيما يعرف بالهجرة الهلالية (بنو هلال) في القرن الخامس الهجري/ الحادي عشر الميلادي.